# Samuel L. París
Samuel Lema París, nacido en Muros en 1984, es un músico y escritor gallego.

## Trayectoria
Licenciado en Filología Gallega y Filología Hispánica por la Universidad de la Coruña. En 2008 publicó Manual de la destrucción en A Regueifa Plataforma. Miembro del proyecto Tinta de Lura, bloguero y exbajista del grupo Terbutalina. En 2012 publicó Inflamable.

## Obras

### Poesía
- Manuel de destrución, 2008, A Regueifa Plataforma.
- Inflamable, 2012, Positivas.[3]
- Internacional de poesía anarquista2016

### Traducción
- O manifesto Cluetrain, de varios autores, 2010, 2.0 editora.
- 150 Cantares para Rosalía de Castro, 2015, libro electrónico.